# Салсаш
Салсаш (порт. Salsas; МФА: [ˈsaɫ.sɐʃ]) — парафія в Португалії, у муніципалітеті Браганса. Розташована в північно-східній частині країни, на теренах історичної португальської провінції Трансмонтана. Входить до складу округу Браганса. За адміністративним поділом, чинним до 1976 року, терени парафії були складовою провінції Трансмонтана і Верхнє Дору. Належить до Брагансько-Мірандської діоцезії Католицької церкви. Патрон — святий Миколай. Площа — 26,1180 км². Населення — 389 ос. (2011). Слабо урбанізований регіон. Густота населення — 14,89 осіб/км²
. Код — 040239.

## Населення
| Кількість мешканців | Кількість мешканців | Кількість мешканців | Кількість мешканців | Кількість мешканців | Кількість мешканців | Кількість мешканців | Кількість мешканців | Кількість мешканців | Кількість мешканців | Кількість мешканців | Кількість мешканців | Кількість мешканців | Кількість мешканців | Кількість мешканців |
| ------------------- | ------------------- | ------------------- | ------------------- | ------------------- | ------------------- | ------------------- | ------------------- | ------------------- | ------------------- | ------------------- | ------------------- | ------------------- | ------------------- | ------------------- |
| 1864                | 1878                | 1890                | 1900                | 1911                | 1920                | 1930                | 1940                | 1950                | 1960                | 1970                | 1981                | 1991                | 2001                | 2011                |
| 736                 | 804                 | 864                 | 990                 | 1 106               | 632                 | 755                 | 1 089               | 1 164               | 1 054               | 794                 | 728                 | 532                 | 424                 | 389                 |